# كيوتاكا هيراي
كيوتاكا هيراي (باليابانية: 平井 清隆) (24 أكتوبر 1974 في شيغا في اليابان – )؛ هو لاعب كرة قدم سابق كان يلعب كمدافع.